# Картиџ (Мисисипи)
Картиџ (енгл. Carthage) град је у америчкој савезној држави Мисисипи.

## Демографија
По попису из 2010. године број становника је 5.075, што је 438 (9,4%) становника више него 2000. године.
| Група             | 2000.         | 2010.         |
| Белци             | 2.399 (51,7%) | 1.897 (37,4%) |
| Афроамериканци    | 2.052 (44,3%) | 2.384 (47,0%) |
| Азијати           | 20 (0,4%)     | 11 (0,2%)     |
| Хиспаноамериканци | 90 (1,9%)     | 624 (12,3%)   |
| Укупно            | 4.637         | 5.075         |